# پوستینا
پوستینا (به چکی: Pustina) یک منطقهٔ مسکونی در جمهوری چک است که در ناحیه اوستی ناد اورلیتسی واقع شده‌است. پوستینا ۲٫۸۳ کیلومتر مربع مساحت و ۶۸ نفر جمعیت دارد و ۴۴۸ متر بالاتر از سطح دریا واقع شده‌است.